# Coupe Charles Drago 1965
Navigation
Édition précédente
La treizième et dernière édition de la Coupe Charles Drago est organisée durant la deuxième partie de la saison 1964-1965 par la Ligue nationale de football pour les clubs professionnels français, et se déroule sur une période de février à juin. La compétition oppose les clubs éliminés de la Coupe de France de football avant les demi-finales.

## Clubs participants
| Division 1 - Angers SCO - FC Girondins de Bordeaux - RC Lens - Lille OSC - Olympique lyonnais - AS Monaco - FC Nantes - Nîmes Olympique - FC Rouen - FC Sochaux-Montbéliard - RC Strasbourg - SC Toulon - Toulouse FC - US Valenciennes-Anzin | Division 2 - AS Aix-en-Provence - RCFC Besançon - AS Béziers - US Boulogne - AS Cannes - AS Cherbourg - US Forbach - FC Grenoble - Limoges FC - Olympique de Marseille - FC Metz - SO Montpellier - OGC Nice - RC Paris - Red Star Olympique - Stade de Reims |

## Compétition

### Premier tour
Les matchs se déroulent sur le terrain du premier club cité. En cas de match nul, les deux équipes sont départagées au nombre de coups de pied de coin obtenus, puis par tirage au sort à la pièce jetée.
Les clubs participants ont été éliminés en trente-deuxièmes de finale de la Coupe de France, à l'exception de l'Olympique de Marseille, éliminée au tour précédent.
Matchs disputés le 14 février 1965, sauf note contraire.
| Equipe 1                    | Score       | Equipe 2                      | Notes                 |
| Olympique de Marseille (D2) | 2 - 0       | Nîmes Olympique (D1)          | Disputé le 12 février |
| RC Paris (D2)               | 2 - 1       | Red Star Olympique (D2)       | Disputé le 12 février |
| Limoges FC (D2)             | 0 - 2       | FC Girondins de Bordeaux (D1) |                       |
| Olympique lyonnais (D1)     | 2 - 1       | FC Grenoble (D2)              |                       |
| US Boulogne (D2)            | 1 - 0       | Angers SCO (D1)               |                       |
| SO Montpellier (D2)         | 4 - 0       | AS Cannes (D2)                |                       |
| RCFC Besançon (D2)          | 1 - 1 a.p.¹ | US Forbach (D2)               |                       |

- 1 L'US Forbach l'emporte au nombre de coups de pied de coin obtenus

### Deuxième tour
Les matchs se déroulent sur le terrain du premier club cité. En cas de match nul, les deux équipes sont départagées au nombre de coups de pied de coin obtenus, puis par tirage au sort à la pièce jetée.
Aux sept clubs qualifiés à la suite du premier tour se joignent les clubs professionnels éliminés en seizièmes de finale de la Coupe de France : Aix-en-Provence, Béziers, Lens, Lille, Metz et Monaco.
Le nombre de clubs engagés étant impair, un club est exempté. Il s'agit de l'Olympique de Marseille.
Matchs disputés le 6 mars 1965, sauf note contraire.
| Equipe 1                | Score      | Equipe 2                      | Notes              |
| AS Aix-en-Provence (D2) | 1 - 3      | FC Girondins de Bordeaux (D1) | Disputé le 2 mars  |
| US Boulogne (D2)        | 1 - 2      | Lille OSC (D1)                |                    |
| SO Montpellier (D2)     | 4 - 0      | Olympique lyonnais (D1)       |                    |
| AS Béziers (D2)         | 0 - 1      | AS Monaco (D1)                |                    |
| FC Metz (D2)            | 0 - 2      | RC Lens (D1)                  | Disputé le 17 mars |
| US Forbach (D2)         | 2 - 1 a.p. | RC Paris (D2)                 | Disputé le 24 mars |

### Troisième tour
Les matchs se déroulent sur le terrain du premier club cité. En cas de match nul, les deux équipes sont départagées au nombre de coups de pied de coin obtenus, puis par tirage au sort à la pièce jetée.
Aux sept clubs qualifiés à la suite du deuxième tour se joignent les clubs professionnels éliminés en huitièmes de finale de la Coupe de France : Cherbourg, Nantes, Reims, Rouen, Sochaux et Toulouse
Le nombre de clubs engagés étant impair, un club est exempté. Il s'agit du Toulouse FC.
Matchs disputés le 4 avril 1965, sauf note contraire.
| Equipe 1                      | Score | Equipe 2                    | Notes              |
| FC Girondins de Bordeaux (D1) | 8 - 0 | Olympique de Marseille (D2) | Disputé le 2 avril |
| Stade de Reims (D2)           | 0 - 1 | RC Lens (D1)                | Disputé le 3 avril |
| SO Montpellier (D2)           | 4 - 2 | AS Monaco (D1)              |                    |
| Lille OSC (D1)                | 3 - 5 | FC Nantes (D1)              |                    |
| US Forbach (D2)               | 0 - 1 | FC Rouen (D1)               |                    |
| AS Cherbourg (D2)             | 4 - 1 | FC Sochaux-Montbéliard (D1) |                    |

### Quatrième tour
Les matchs se déroulent sur le terrain du premier club cité. En cas de match nul, les deux équipes sont départagées au nombre de coups de pied de coin obtenus, puis par tirage au sort à la pièce jetée.
Les clubs qualifiés à la suite du troisième tour s'affrontent entre eux. Le nombre de clubs étant impair, un club est exempté. Il s'agit du RC Lens.
Matchs disputés du 16 au 18 avril 1965.
| Equipe 1            | Score      | Equipe 2                      | Notes               |
| SO Montpellier (D2) | 1 - 0      | Toulouse FC (D1)              | Disputé le 16 avril |
| FC Rouen (D1)       | 0 - 3 a.p. | FC Nantes (D1)                | Disputé le 17 avril |
| AS Cherbourg (D2)   | 0 - 1      | FC Girondins de Bordeaux (D1) | Disputé le 18 avril |

### Quarts de finale
Les matchs se déroulent sur le terrain du premier club cité. En cas de match nul, les deux équipes sont départagées au nombre de coups de pied de coin obtenus, puis par tirage au sort à la pièce jetée.
Aux quatre clubs qualifiés à la suite du quatrième tour se joignent les clubs professionnels éliminés en quarts de finale de la Coupe de France : OGC Nice, RC Strasbourg, SC Toulon et US Valenciennes-Anzin.
Matchs disputés le 30 avril 1965, sauf note contraire.
| Equipe 1                      | Score      | Equipe 2                   | Notes               |
| SC Toulon (D1)                | 2 - 1      | OGC Nice (D2)              | Disputé le 28 avril |
| RC Lens (D1)                  | 2 - 1      | RC Strasbourg (D1)         |                     |
| SO Montpellier (D2)           | 2 - 1      | US Valenciennes-Anzin (D1) |                     |
| FC Girondins de Bordeaux (D1) | 4 - 2 a.p. | FC Nantes (D1)             | Disputé le 12 mai   |

### Demi-finales
Les matchs se déroulent sur le terrain du premier club cité. En cas de match nul, les deux équipes sont départagées au nombre de coups de pied de coin obtenus, puis par tirage au sort à la pièce jetée.
Matchs disputés le 23 mai 1965.
| Equipe 1            | Score      | Equipe 2                      | Notes |
| SC Toulon (D1)      | 1 - 2      | FC Girondins de Bordeaux (D1) |       |
| SO Montpellier (D2) | 1 - 2 a.p. | RC Lens (D1)                  |       |

### Finale
La dernière édition de la Coupe Charles Drago voit la victoire du RC Lens, qui bat largement en finale les Girondins de Bordeaux. Au palmarès, les Lensois rejoignent avec trois victoires le FC Sochaux-Montbéliard. En championnat pourtant, les Bordelais termineront en seconde position, contre une huitième place acquise aux Nordistes. Menés 1 but à 0 à la mi-temps après une réalisation de Bernard Lech, les Girondins encaissent trois nouveaux buts en seconde période, dont un doublé de Daniel Hédé.
| Clubs                    | RC Lens - FC Girondins de Bordeaux |
| Score                    | 4-0 (1-0) |
| Date                     | 13 juin 1964 |
| Stade                    | Stade Félix-Bollaert, Lens 9 768 spectateurs |
| Arbitre                  | M. André Petit |
| But                      | B. Lech (34e), Hédé (52e et 58e) et Krawczyk (76e) pour Lens |
| RC Lens                  | Jean Taillandier, Louis Polonia, Denis Deschamps, Kalman Gerencseri, Bernard Placzek, Henri Kosso, Marc Bourrier, Georges Lech, Daniel Hédé, Bernard Lech, Richard Krawczyk. Entraîneur : Élie Fruchart         |
| FC Girondins de Bordeaux | Christian Montes, Guy Calléja, Jean Bidegarray, Bernard Baudet, Yves Texier, Jean-Louis Leonetti, Jean-Louis Masse, Gérard Bertrand, Henri Duhayot, Roland Guillas, Hervé Othily. Entraîneur : Salvador Artigas |